# 髂骨

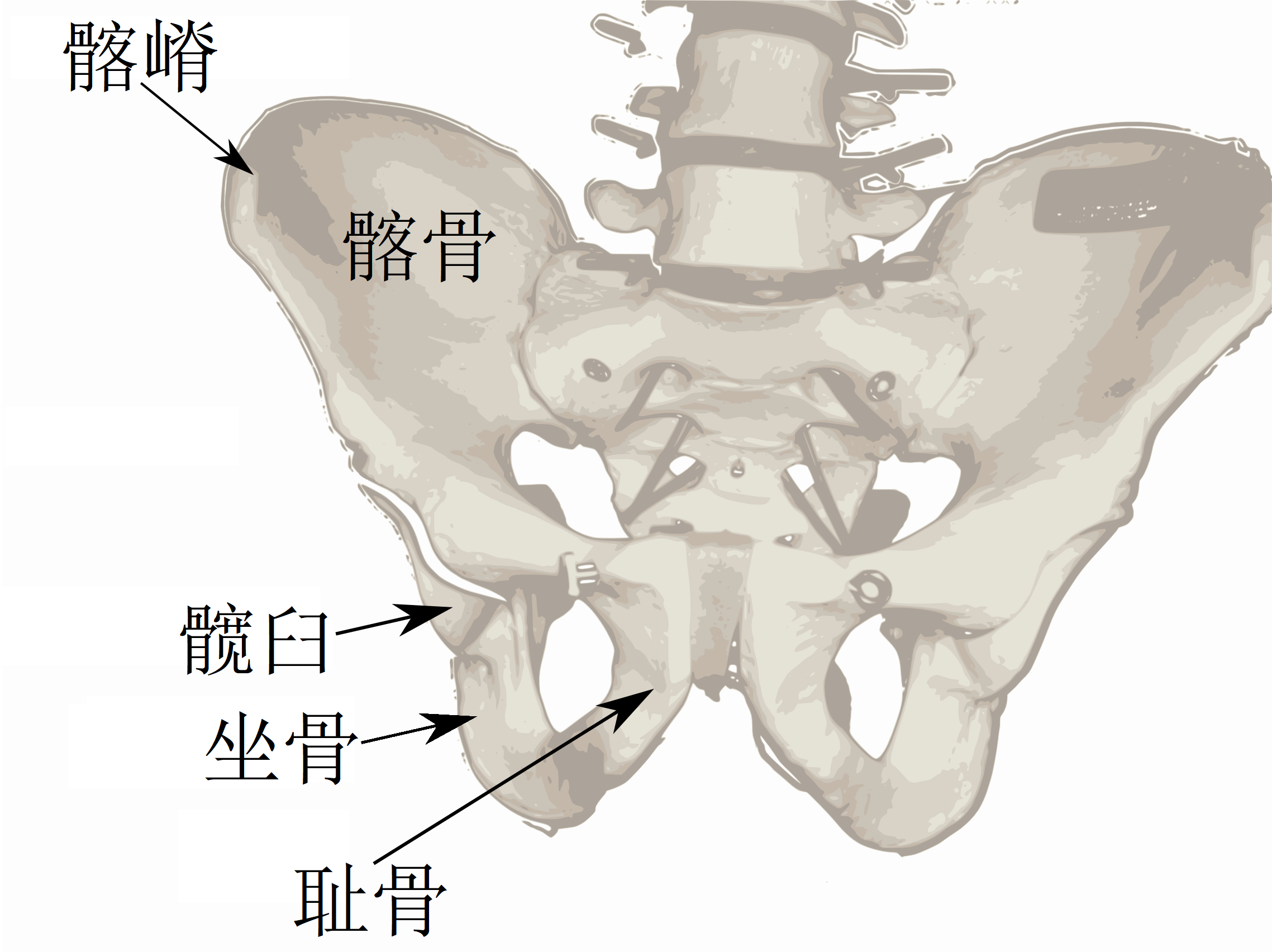

髂骨又称肠骨，是构成髋骨的组成部分之一，位于髋骨后半部。人类成年后，髂骨与坐骨、耻骨融合为髋骨。髂骨与骶骨构成骶髂关节。髂骨分髂骨体和髂骨翼两部分。髂骨翼的内面平滑略凹，称作髂窝。

## 外部連結
- 解剖學（Anatomy）-骨頭-Ilium（髂骨／腸骨）、Pelvis（骨盆） （页面存档备份，存于）